# Ragadozók (film, 1996)
Ragadozók (The Ghost and the Darkness) a címe a tsavói emberevők esetét feldolgozó, 1996-os amerikai filmnek. 1898 folyamán, az Ugandát Kenyával összekötő vasútvonal építésekor két oroszlán tartotta rettegésben a munkásokat. Az eseményeket később papírra vető mérnököt, John Pattersont Val Kilmer alakítja, Michael Douglas pedig egy magányos vadász szerepében látható.

## Cselekmény
London, 1898. Sir Robert Beaumont, az afrikai brit vasútvállalkozás fő finanszírozója a neves mérnököt, John Patterson alezredest béreli fel a kenyai Tsavo folyón átívelő híd megépítésére. Azt várja a férfitől, hogy behozza a munkálatokban esett lemaradást, s amennyiben nem teljesít határidőre, gondoskodik róla, hogy többé ne is kelljen neki. Patterson elbúcsúzik várandós feleségétől, majd vonatra száll. A célállomáson a tsavói munkatábor lelkes hittérítője, Angus Starling fogadja, aki bemutatja Samuelnek, a munkafolyamatok felügyelőjének; az afrikai férfi azon kevesek közé tartozik, akiben mindenki megbízik és akit mindenki megbecsül. Patterson találkozik a tábor orvosával, David Hawthorne-nal is, aki közli vele, hogy sokan úgy vélik, rossz szerencsét hozott a vidékre érkezése. Megmutat a mérnöknek egy sérültet, akit oroszlántámadás ért. Az alezredes biztosítja a doktort arról, hogy elintézi a vadállatot; még azon az estén sikerül is leterítenie egyetlen golyóval. A tábornak így megerősödik a biztonságérzete és a Pattersonba vetett bizalma. Nem sokkal később azonban, az éjszaka leple alatt az egyik legerősebb munkást elragadja a sátrából egy fenevad. Másnap reggel félig felfaltan bukkannak testére. Patterson újabb vadlesre megy, azonban nem jár sikerrel, ellenben egy újabb áldozat híre várja visszatértekor.
Hamarosan ismét támadás éri a tábort: egy hatalmas termetű hímoroszlán a pánikba esett munkások közül többet is szétmarcangol. Patterson, Starling és Samuel puskával sietnek a tábor szélén lakmározó fenevadhoz. Patterson már épp tüzelni készül, mikor egy második ragadozó tűnik fel, halálos sebet ejtve Starlingon. A meglepett Patterson szintén sérülést szerez, a két oroszlán pedig odébbáll. Beaumont rövidesen Tsavóba érkezik, hogy maga járjon utána, mi hátráltatja a munkálatokat. Mikor tudomást szerez a fenyegetésről, közli Pattersonnal, hogy felkutatja a híres nagyvadászt, Remingtont, s az építkezést csak azért nem veszi el tőle, mert nem tudna rövid időn belül mást keríteni a helyére. Patterson aznap este csapdát állít a vadaknak, azonban a felbérelt lövészeken úrrá lesz a félelem, mikor végezhetnének az egyik oroszlánnal, így az elszökik. Abdullah, a munkásvezető, megtámogatva az alá tartozókkal, felelősségre vonja Pattersont, ám Remington éppen időben érkezik a helyzet elsimítására. Képzett maszáj harcosokat hozott magával az oroszlánok levadászására. Az éjszakát e férfiak a felkészülésnek szentelik törzsi rituáléjukkal. A vadászat azonban rossz véget ér, mikor Patterson Dr. Hawthorne-tól kölcsönkapott puskája nem sül el, miközben farkasszemet néz az egyik ragadozóval. A halál szele megcsapja a mérnököt, de az állat Remington és a maszájok érkezésére továbbáll. A törzs úgy hiszi, a két fenevad természetfeletti, így magára hagyják Remingtont.
Remington érkezése után nem sokkal új kórház kialakítását rendelte el a doktortól, így a régit most Pattersonnal csalétkekkel töltik meg, hogy sötétedés után odabent végezhessenek a betolakodókkal. A vártnál elmésebbnek bizonyuló oroszlánok azonban rábukkannak az új kórházra, és lerombolják azt, nem kímélve egyetlen beteget és Dr. Hawthorne-t sem. Másnap az összes dolgozó elhagyja a tábort, így csak Patterson, Remington és Samuel marad hátra. A két fehér vadász az oroszlánok nyomait követve indul a hegyek felé, s útjuk végén rátalálnak a ragadozók búvóhelyére. A barlangban eléjük táruló látvány elborzasztja és megrémíti még a sokat látott Remingtont is: csontok százai, köztük emberi koponyák hevernek szerteszét. Arra a következtetésre jutnak, hogy az oroszlánok pusztán élvezetből gyilkolnak embereket. Patterson újabb csapdával áll elő: egy tisztásra kiépített faszerkezet tetejéről kísérli meg leteríteni a rémeket, s ehhez egy páviánt használnak csalinak. Remington és Samuel a közelben rejtőzik el. Az egyik oroszlán meg is jelenik a színen, s Remingtonnak sikerül puskavégre kapnia, épp mielőtt az Pattersonra vetné magát. A tábortűz körül a három férfi itallal ünnepel. Másnap reggel Patterson és Samuel feldúltan találja Remington sátrát; követve a baljós nyomokat, nem messze a bozótban rátalálnak a vadász testére. Gyásztól és dühtől vezérelve, Patterson lángra gyújtja a mezőt a tábor körül, hogy odavonzza a megmaradt emberevőt, s egyszer s mindenkorra véget vessen a vérfürdőnek. A fenevad hamarosan rá is támad a mérnökre és Samuelre a félkész hídon. Patterson megsebesíti lövésével az állatot, az azonban hamar újra támadásba lendül. A hídról egy közeli fára fut üldözött és üldöző; Patterson közben elveszíti fegyverét. A hatalmas testű oroszlán egyre feljebb kapaszkodik, mígnem a szomszédos fára menekült Samuel Patterson felé hajítja puskáját; az azonban a földre zuhan. Patterson utánaveti magát, s az utolsó pillanatban ereszt golyót a föléje tornyosuló ragadozóba.
Patterson hamarosan nyugodtan üdvözölheti Tsavóba érkezett feleségét és még sosem látott kisfiát, a munkások pedig visszatérnek. A két oroszlán kitömött teste a chicagói Field Museumba kerül, ahol a betérőt, ha mélyen a

## Szereplők
- Michael Douglas mint Charles Remington (Dörner György): Messze földön híres-hírhedt vadász, aki elveszítette mindenét és mindenkit, ami és aki fontos volt neki. A világ vadonját járja, s az egyetlen dolgot teszi, amihez ért: a hozzá hasonló nagy ragadozókat kutatja. Remington karaktere fiktív;[4] a dramaturgia kedvéért került a forgatókönyvbe, ugyanakkor Charles Ryall anglo–indiai vadászban ihletőjére ismerhetünk;[5] Ryall vasúti főellenőrként dolgozott Nairobiban, mikor egy oroszlán elragadta.[6] Douglas 1994-ben írt alá szerződést a Paramount Picturesszel a főszerep eljátszása mellett az executive produceri teendők ellátásáról is.[7]
- Val Kilmer mint John Henry Patterson alezredes (Szabó Sipos Barnabás): Ír származású tiszt, elismert mérnök, képzett vadász és eljövendő családapa. Legújabb megbízása Kenyába szólítja, arra a kontinensre, ahová világéletében vágyódott. Azonban ez a munka nem pusztán szakmai kihívást hordoz: félelmén is felül kell kerekednie. Kilmer a forgatás során nem először járt az afrikai kontinensen; bevallása szerint kedvelte a tájat, akárcsak filmbeli karaktere.[8]
- John Kani mint Samuel (Háda János): A történet narrátora. Afrikai őslakosként jól ismeri, s féli is a legnagyobb ragadozókat. Régi barátja Remingtonnak, Patterson személyében pedig újat szerez.
- Bernard Hill mint Dr. David Hawthorne (Rajhona Ádám): A tsavói munkatábor orvosa. Az oroszlántámadások miatt nem várt nehézségekkel kénytelen szembenézni.
- Tom Wilkinson mint Robert Beaumont (Szilágyi Tibor): Befolyásos és rideg üzletember, aki mindezt nem is rejti véka alá. Az ő megbízásából érkezik Patterson Afrikába.
- Om Puri mint Abdullah (Papp János): A munkások vezetője, aki embereihez hasonlóan úgy hiszi, Patterson hozta magával a gonoszt a vidékre az oroszlánok képében, s emiatt számos alkalommal kerül összetűzésbe az alezredessel.
- Emily Mortimer mint Helena Patterson (Dudás Eszter): Patterson várandós felesége.

## Háttér

### Történelmi háttér
1898 márciusában a britek vasúti híd építésébe kezdtek a Tsavo folyó fölött Afrika keleti részén. Az elkövetkezendő kilenc hónap folyamán két nagy testű hímoroszlán számtalan vasúti munkást ölt és evett meg. A dolgozók hatalmas tábortüzekkel és tüskés kerítésekkel igyekeztek távol tartani a vadállatokat, azonban kevés sikerrel. Százak menekültek el Tsavóból, késleltetve a híd megépülését. John Henry Patterson (1865–1947) főmérnök maga vállalkozott a ragadozók leterítésére. Számos, kevés híján múlott kísérletet követően végül 1898. december 9-én végzett az egyikkel, majd három héttel később a másikkal is. Az első példány mérete megközelítette a 3 métert (orrától a farka végéig), s nyolc emberre volt szükség, hogy tetemét a táborig szállítsák. Az építőmunkások a fenyegetés elmúltával visszatértek a helyszínre, s 1899 februárjára elkészült a folyó feletti átjáró. Ezt követően Patterson fővadőr lett Kenyában, majd később szolgált a brit hadsereg kötelékében az első világháború alatt. Négy könyvet írt, melyek mélyreható betekintést nyújtanak kalandjaiba. A The Man-Eaters of Tsavo 1907-ben jelent meg, s korának nagy bestsellere vált belőle, jelentős vagyonhoz juttatva a szerzőt. Az írás szerint a két oroszlán 140 ember haláláért felelős, azonban e szám sok vita tárgyát képezte; meglehet, túlzásról van szó. Jól illett ugyanis azokban az időkben a nyugati „nagy fehér vadász” szerepében tündöklő Patterson hős-képéhez a valóság felnagyítása, noha az alapok vitathatatlanok. A Field Museumnál tartott 1924-es beszéde után az oroszlánok bőrét és koponyáit a múzeum megvásárolta Pattersontól, akkor meglehetősen magas összegnek számító 5000 dolláros áron.

#### Az oroszlánok
A emberevők fiatal hím oroszlánok voltak, akik gyorsan alkalmazkodtak az új környezethez. Az emberhúsra való étvágyukra az elmúlt több mint száz év során nem egy lehetséges magyarázat is született. Akkoriban dögvész dúlt arrafelé, ami megtizedelte megszokott táplálékukat, így a zebrákat és gazellákat is. Kittenberger Kálmán szerint a vasútépítés zaja és az egyre nagyobb benépesedés miatt a növényevő állatvilág kiszorult természetes életvilágából, ezért az oroszlánoknak nem maradt más, mint ember. Egy harmadik tényező lehetett a temetkezésekbe fektetett minimális erőfeszítés. A különböző okokból elhunyt vasúti munkásokat gyenge körülmények között, vagy egyáltalán nem hantolták el. Egy élelmet kereső oroszlánnak így könnyű prédának bizonyultak, ami az élők utáni vadászatra is ösztönözhette a ragadozókat.
A két tsavói emberevő a Szellem és a Sötétség nevet kapta a helybéliektől, s a film eredeti címe is erre utal (The Ghost and the Darkness). A Tsavo név magyarul, „a mészárszék”.

### A forgatás
William Goldman forgatókönyvíró elmondása szerint két történettel találkozott élete során, amelyek igazán megragadták: az egyik  Butch Cassidy és a Sundance kölyök esete, ami alapján az Oscar-díjas film született. A másik pedig a tsavói emberevők históriája. Goldman első afrikai utazása során ismerte meg a történetet, amiből 1989-ben született meg a szkript; Goldman többször is átírta, hogy az éppen felmerülő színészre szabja. A forgatás 1995. november 1-jén vette kezdetét, s javarészt dél-afrikai helyszíneken folyt, mivel itt kedvezőbbnek bizonyultak az adózási törvények, mint a cselekményben szereplő Kenyában, azonban a stáb a Tsavói Nemzeti Parkba is ellátogatott egyes jelenetek rögzítéséhez. A londoni jelenetek is az afrikai országban forogtak: mikor Patterson (Kilmer) és felesége sétálnak a film elején, tisztán kivehető a pretoriai Igazságügyi Palota, ami persze nem volt a filmesek szándéka. A filmben szereplő maszáj harcosokat dél-afrikai színészek alakították, de a vadászat jelenetéhez valódi törzsi embereket béreltek fel. A felvételek 1996. február 5-én fejeződtek be. A stáb szállása Badplaasban volt, azonban Kilmer a sátor mellett döntött, így egy rezervátumban, a forgatáson alkalmazott állatok és idomárjaik közelében töltötte szabadidejét és éjszakáit.
Noha a tsavói oroszlánok az ismert legagresszívabbak voltak, a forgatáson alkalmazott állatok valójában a legkevésbé harcias fajtából kerültek ki, biztonsági és esztétikai okokból. A két főszereplő oroszlánt sörényes hímek „alakították”, méghozzá egy testvérpár: Caesar és Bongo, akik a Bowmanville-i állatkert lakói, a kanadai Ontarióban (Bongo már elpusztult). További három oroszlán látható a vásznon: kettő Franciaországból és egy az Egyesült Államokból. Pusztán egy olyan jelenet akad a film folyamán, amelyben animatronikus állat szerepel, az összes többiben az idomított jószágok láthatók.

### A filmzene
A film kísérőzenéje Jerry Goldsmith szerzeménye. A drámai score és a samburu törzsi zene váltogatják egymást a lemezen, aminek dallamai afrikai kórusokkal, férfi-, asszony- és gyermekkórusok vokáljával idézik meg a fekete kontinens szikár, mégis vadregényes közegét. A hangszerek között megtalálhatók a rézfúvósok, a vonósok és a furulya is. Nusrat Fateh Ali Khan néhai pakisztáni zenész szólóéneke több trackben is felcsendül. A felvételek a londoni nemzeti filharmonikusokkal zajlottak, Goldsmith vezényletével.

#### A számok listája
1. Theme from „The Ghost and the Darkness” (2:12)
2. The Bridge (4:09)
3. Catch a Train (2:02)
4. Lions Attack (5:18)
5. First Time (2:00)
6. Starling's Death (5:57)
7. Lions Reign (2:40)
8. Preparations (2:46)
9. Remington's Death (2:31)
10. Prepare for a Battle (2:00)
11. Final Attack (2:53)
12. Welcome to Tsavo (4:59)
13. Hamara Haaath („Our Hands Unite”) (3:05)  – előadja a The Worldbeaters, közreműködik Nusrat Fateh Ali Khan
14. Dueling Chants, Part I: „Jungal Bahar” (3:20) – előadja a The Worldbeaters, közreműködik Nusrat Fateh Ali Khan
15. Safary Ya Bamba („Journey to Bamba”) (2:32) – előadja a The Worldbeaters
16. Terere Obande (2:42) – előadja a The Worldbeaters
17. Iye Oyeha (2:13) – előadja a The Worldbeaters

## Fogadtatás

### Kritikai visszhang
| Lap                     | Kritikus      | Ítélet | Link             |
| ----------------------- | ------------- | ------ | ---------------- |
| Los Angeles Times       | Kenneth Turan |        | calendarlive.com |
| Rolling Stone           | Peter Travers |        | rollingstone.com |
| San Francisco Chronicle | Mick LaSalle  |        | sfgate.com       |

A Ragadozók vegyes visszajelzéseket kapott a kritikusoktól. Az amerikai újságírók véleményeit összesítő Rotten Tomatoes weboldalon fellelhető 45 írás 53%-a mutat pozitív állásfoglalást.
A Northwest Herald munkatársa szerint a film „egy izgalmas kaland az ember és a természet küzdelméről, ami azonban nem válik ijesztővé, mivel William Goldman forgatókönyve túlzottan emlékeztet a Cápáéra.” És nem ő az egyetlen, akinek Spielberg klasszikusa jutott eszébe Hopkins filmjéről: „A szerepét túljátszó Michael Douglas a fénypontja a Cápa ezen tűrhető szárazföldi variációjának” – írja Chuck O'Leary a Fantastica Dailytől. Kenneth Turan a Los Angeles Times oldalain szintén a túlontúl ismerős szkriptre mutatott rá: a Ragadozók „kísérlet a Cápa átültetésére Afrika magas füvébe, ami végül vizualitása ellenére sem képes érvényesülni.” Azonban akadt olyan is, aki más nézőpontból idézte fel az 1975-ös thrillert a film kapcsán: „A Ragadozók talán most azt eredményezi az oroszlánok számára, amit a cápák köszönhettek a Cápának” – vélte Jeff Vice a Salt Lake City-i Deseret Newstól.
A Mr. Brown Movies úgy ítélte meg, „a Ragadozóknak kell egy kis idő, amíg beindul, de amikor ez megtörténik, hatásosan vet véget Az oroszlánkirály aranyos oroszlán-képének, s visszaállítja a dzsungel félelmetes királyává.” Forrest Hartman, a Reno Gazette-Journal munkatársának véleménye szerint a film „kiváló thriller. Michael Douglas és Val Kilmer nagyszerű.” A színészek dicséréséhez csatlakozott Peter Travers is a Rolling Stone-tól, s hozzáteszi: „mikor a film kitart a tények mellett, az eredmény megbabonázó”. Ezzel szemben a Wafflemovies szerkesztője úgy érezte, a film „kissé furcsává és unalmassá válik. Mindkét főszereplő tud jobbat”, míg Roger Ebertre különösen rossz benyomást tett a produkció. Azt írja, „a Ragadozók olyan afrikai kaland, ami mellett a Tarzan-filmek mélységgel bírónak és realisztikusnak hatnak.” A Chicago Sun-Times ismert kritikusa mindössze fél csillagot ítélt meg a filmnek a maximális négyből.

### Box office
| Olaszország   |  | 786 789 néző |
| UK            |  | 498 492 néző |
| Németország   |  | 374 171 néző |
| Lengyelország |  | 63 373 néző  |
| Dánia         |  | 41 566 néző  |
| Svédország    |  | 25 124 néző  |

| Spanyolország |  | 723 318 néző |
| Franciaország |  | 388 426 néző |
| Magyarország  |  | 191 408 néző |
| Csehország    |  | 60 367 néző  |
| Bulgária      |  | 39 589 néző  |
| Finnország    |  | 21 057 néző  |

A Ragadozók Észak-Amerikában 1996. október 11-én került műsorra, s szoros küzdelemben ugyan, de megszerezte a vezető pozíciót a nézettségi listán, második helyre szorítva a három héten át legnépszerűbbnek bizonyult Elvált nők klubját. 9,2 millió dolláros nyitóhétvégéjével és mozinkénti átlagos bevételével a két másik új filmet, a több filmszínházban játszott Utánunk a tűzözönt és a szintén Goldman forgatókönyvéből készült Siralomházat is megelőzte a Paramount bemutatója. A film a negyedik hét után került ki az első ötből a listán, két hét múlva pedig a top 10-et is hátrahagyta. Forgalmazása befejeztével az 55 millió dollárból készült produkció bevétele 38,6 millió dolláron állt az Egyesült Államok és Kanada egyesített piacán.
A világ többi részén 1997 folyamán mutatták be a filmet, javarészt január és február hónapokban (kivételt képez Dél-Korea és Hongkong, ahol 1996 novemberétől vetítették). Az észak-amerikai kontinensen kívül összesen 36,4 millió dollárnak megfelelő összeget gyűjtött, így teljes bevétele meghaladja a 75 millió dollárt.
A magyarországi premier 1997. január 16-ára esett; a UIP-Duna Film által forgalmazott Ragadozók a hét legszélesebben indított filmje volt: a fővárosban tíz filmszínház tűzte műsorára. Országosan összesen 191 408 néző váltott rá jegyet 2459 vetítésen, ami 24,9%-os kihasználtságot jelent.

## Pontatlanságok
A filmben felbukkanó szalagos bagoly, gatyáskuvik és estifecske mind-mind Észak-Amerikában őshonos madarak, s nem Afrikában. A kezdő jelenetsorban a Beaumont (Wilkinson) mögött látható térképeken külön országként ábrázolt India, Pakisztán, Srí Lanka és több afrikai ország 1896-ban még nem voltak független államok.

## Más változatok
A történetnek nem a Ragadozók az első feldolgozása. Elsőként 1952-ben adaptálták filmre Bwana Devil címmel; a produkció az első színes amerikai 3D-s alkotás volt és új, fiktív főszereplővel operált. Az 1959-es Killers of Kilimanjaro a britek variációja, míg a Ragadozók után készült, indiai Kaal (2005) szintén a tsavói emberevők által inspirált alkotás.

## Díjak és jelölések
A filmet 1997-ben Oscar-díjjal jutalmazták a legjobb hangvágás kategóriában. Bruce Stambler supervising hangvágó ezzel a Daylight – Alagút a halálba és a Végképp eltörölni alkotói felett aratott győzelmet. Az ő munkáján kívül Zsigmond Vilmoséra figyeltek fel a film kapcsán: az Operatőrök Amerikai Társasága hat jelöltje közé sorolta a magyar operatőrt a mozifilm kategóriában, azonban az elismerést végül John Seale kapta Az angol beteg képeiért.
Val Kilmer alakítása nem győzte meg az Arany Málna díj illetékeseit: a Ragadozók és az ugyanazon évben készült Dr. Moreau szigete révén terjesztették fel a színészt legrosszabb férfi mellékszereplőnek, azonban e kevéssé dicső cím utóbbi filmbeli partnerének, Marlon Brandónak jutott.

## Külső hivatkozások

### Információs oldalak
- Ragadozók a PORT.hu-n (magyarul)
- Ragadozók az Internet Movie Database-ben (angolul)
- Ragadozók a Rotten Tomatoeson (angolul)
- Ragadozók a Box Office Mojón (angolul)

### Videók
- A film előzetese a YouTube-on

### Egyéb
- A film eredeti forgatókönyve (angol nyelven)
- Hallgasson bele a filmzenébe a Soundtrack.neten!
- A tsavói emberevők a Field Museumban Archiválva 2010. december 30-i dátummal a Wayback Machine-ben
- A tsavói emberevő oroszlánok története (angol nyelven)